# Mistrovství světa v judu 1967 – muži – lehká váha (-63 kg)
Zápasy v judu na V. mistrovství světa v kategorii lehkých vah mužů proběhly v Salt Lake City, 11. srpna 1967.

## Finálové kolo
Poražení semifinalisté II skončili na děleném třetím místě.
|    | semifinále II    | finále           | vítěz            |
| -- | ---------------- | ---------------- | ---------------- |
| A  | Hirofumi Macuda  | Hirofumi Macuda  | Takafumi Šigeoka |
| Bo | Sergej Suslin    | Hirofumi Macuda  | Takafumi Šigeoka |
| B  | Takafumi Šigeoka | Takafumi Šigeoka | Takafumi Šigeoka |
| Ao | Kim Pjung-sik    | Takafumi Šigeoka | Takafumi Šigeoka |

## Opravy
Vítězové semifinále I sebou vytáhli do oprav judisty, které na své cestě pavoukem porazili. Ti se následně utkali mezi sebou a vítězové oprav postoupili do finálového kola (semifinále II). Ve finále tak mohli teoreticky nastoupit judisté, kteří se již v turnaji utkali.
|    | opravy             | opravy              | opravy        | semifinále II |
| -- | ------------------ | ------------------- | ------------- | ------------- |
| Ao | Akira Ono          | Serge Feist         | Serge Feist   | Kim Pjung-sik |
| Ao | Serge Feist        | Serge Feist         | Serge Feist   | Kim Pjung-sik |
| Ao | Pat Bolger         |                     | Serge Feist   | Kim Pjung-sik |
| Ao |                    | Kim Pjung-sik       |               | Kim Pjung-sik |
| Bo | volný los          | Sergej Suslin       | Sergej Suslin | Sergej Suslin |
| Bo | volný los          | Sergej Suslin       | Sergej Suslin | Sergej Suslin |
| Bo | Gustaaf Lauwereins |                     | Sergej Suslin | Sergej Suslin |
| Bo |                    | Jean-Claude Meslaye |               | Sergej Suslin |

## Pavouk
Vítězové semifinále I postoupili do finálového kola (semifinále II).
|   | 1/32               | 1/16                | čtvrtfinále         | semifinále I        | semifinále II    |
| - | ------------------ | ------------------- | ------------------- | ------------------- | ---------------- |
| A | Kim Pjung-sik      | Kim Pjung-sik       | Kim Pjung-sik       | Kim Pjung-sik       | Hirofumi Macuda  |
| A | Candido Tromp      | Kim Pjung-sik       | Kim Pjung-sik       | Kim Pjung-sik       | Hirofumi Macuda  |
| A | volný los          | Jim Black           | Kim Pjung-sik       | Kim Pjung-sik       | Hirofumi Macuda  |
| A | volný los          | Jim Black           | Kim Pjung-sik       | Kim Pjung-sik       | Hirofumi Macuda  |
| A | volný los          | Hugh McAree         | Larry Fukuhara      | Kim Pjung-sik       | Hirofumi Macuda  |
| A | volný los          | Hugh McAree         | Larry Fukuhara      | Kim Pjung-sik       | Hirofumi Macuda  |
| A | volný los          | Larry Fukuhara      | Larry Fukuhara      | Kim Pjung-sik       | Hirofumi Macuda  |
| A | volný los          | Larry Fukuhara      | Larry Fukuhara      | Kim Pjung-sik       | Hirofumi Macuda  |
| A | Hirofumi Macuda    | Hirofumi Macuda     | Hirofumi Macuda     | Hirofumi Macuda     | Hirofumi Macuda  |
| A | Akira Ono          | Hirofumi Macuda     | Hirofumi Macuda     | Hirofumi Macuda     | Hirofumi Macuda  |
| A | volný los          | Serge Feist         | Hirofumi Macuda     | Hirofumi Macuda     | Hirofumi Macuda  |
| A | volný los          | Serge Feist         | Hirofumi Macuda     | Hirofumi Macuda     | Hirofumi Macuda  |
| A | volný los          | Pat Bolger          | Pat Bolger          | Hirofumi Macuda     | Hirofumi Macuda  |
| A | volný los          | Pat Bolger          | Pat Bolger          | Hirofumi Macuda     | Hirofumi Macuda  |
| A | volný los          | Xavier Boissy       | Pat Bolger          | Hirofumi Macuda     | Hirofumi Macuda  |
| A | volný los          | Xavier Boissy       | Pat Bolger          | Hirofumi Macuda     | Hirofumi Macuda  |
| B | Gustaaf Lauwereins | Gustaaf Lauwereins  | Gustaaf Lauwereins  | Takafumi Šigeoka    | Takafumi Šigeoka |
| B | Heli Sasaki        | Gustaaf Lauwereins  | Gustaaf Lauwereins  | Takafumi Šigeoka    | Takafumi Šigeoka |
| B | volný los          | George Glass        | Gustaaf Lauwereins  | Takafumi Šigeoka    | Takafumi Šigeoka |
| B | volný los          | George Glass        | Gustaaf Lauwereins  | Takafumi Šigeoka    | Takafumi Šigeoka |
| B | volný los          | Sergej Suslin       | Takafumi Šigeoka    | Takafumi Šigeoka    | Takafumi Šigeoka |
| B | volný los          | Sergej Suslin       | Takafumi Šigeoka    | Takafumi Šigeoka    | Takafumi Šigeoka |
| B | volný los          | Takafumi Šigeoka    | Takafumi Šigeoka    | Takafumi Šigeoka    | Takafumi Šigeoka |
| B | volný los          | Takafumi Šigeoka    | Takafumi Šigeoka    | Takafumi Šigeoka    | Takafumi Šigeoka |
| B | Carlos Espinosa    | Carlos Espinosa     | Wu Ching-yen        | Jean-Claude Meslaye | Takafumi Šigeoka |
| B | Dean Tower         | Carlos Espinosa     | Wu Ching-yen        | Jean-Claude Meslaye | Takafumi Šigeoka |
| B | volný los          | Wu Ching-yen        | Wu Ching-yen        | Jean-Claude Meslaye | Takafumi Šigeoka |
| B | volný los          | Wu Ching-yen        | Wu Ching-yen        | Jean-Claude Meslaye | Takafumi Šigeoka |
| B | volný los          | Bill Shaw           | Jean-Claude Meslaye | Jean-Claude Meslaye | Takafumi Šigeoka |
| B | volný los          | Bill Shaw           | Jean-Claude Meslaye | Jean-Claude Meslaye | Takafumi Šigeoka |
| B | volný los          | Jean-Claude Meslaye | Jean-Claude Meslaye | Jean-Claude Meslaye | Takafumi Šigeoka |
| B | volný los          | Jean-Claude Meslaye | Jean-Claude Meslaye | Jean-Claude Meslaye | Takafumi Šigeoka |